# Nashi
Pour l’article ayant un titre homophone, voir Nachi.
Pour l'association luttant contre la traite des êtres humains, voir Nashi (association canadienne)
Espèce
Classification phylogénétique

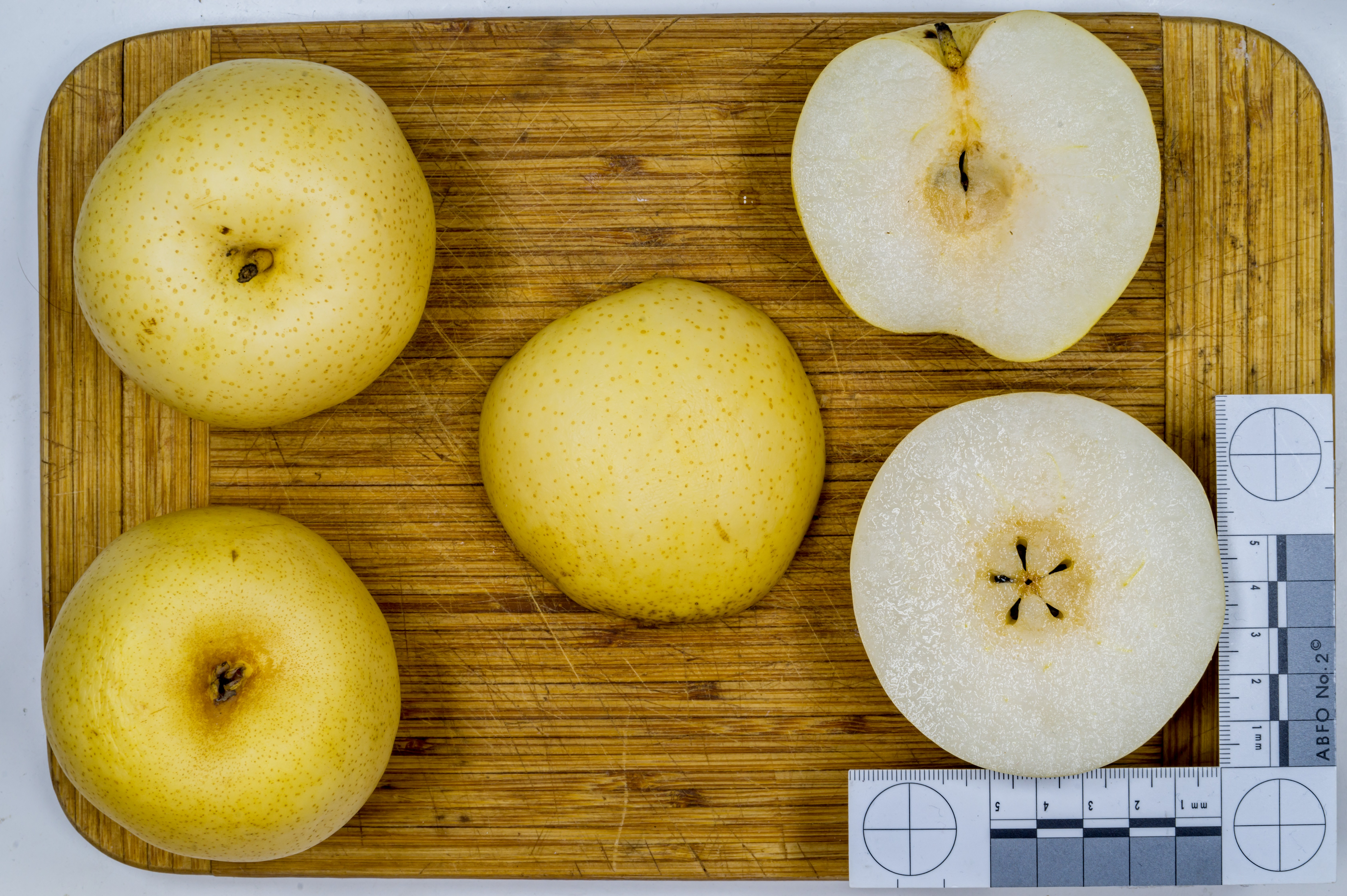
Fruits et section

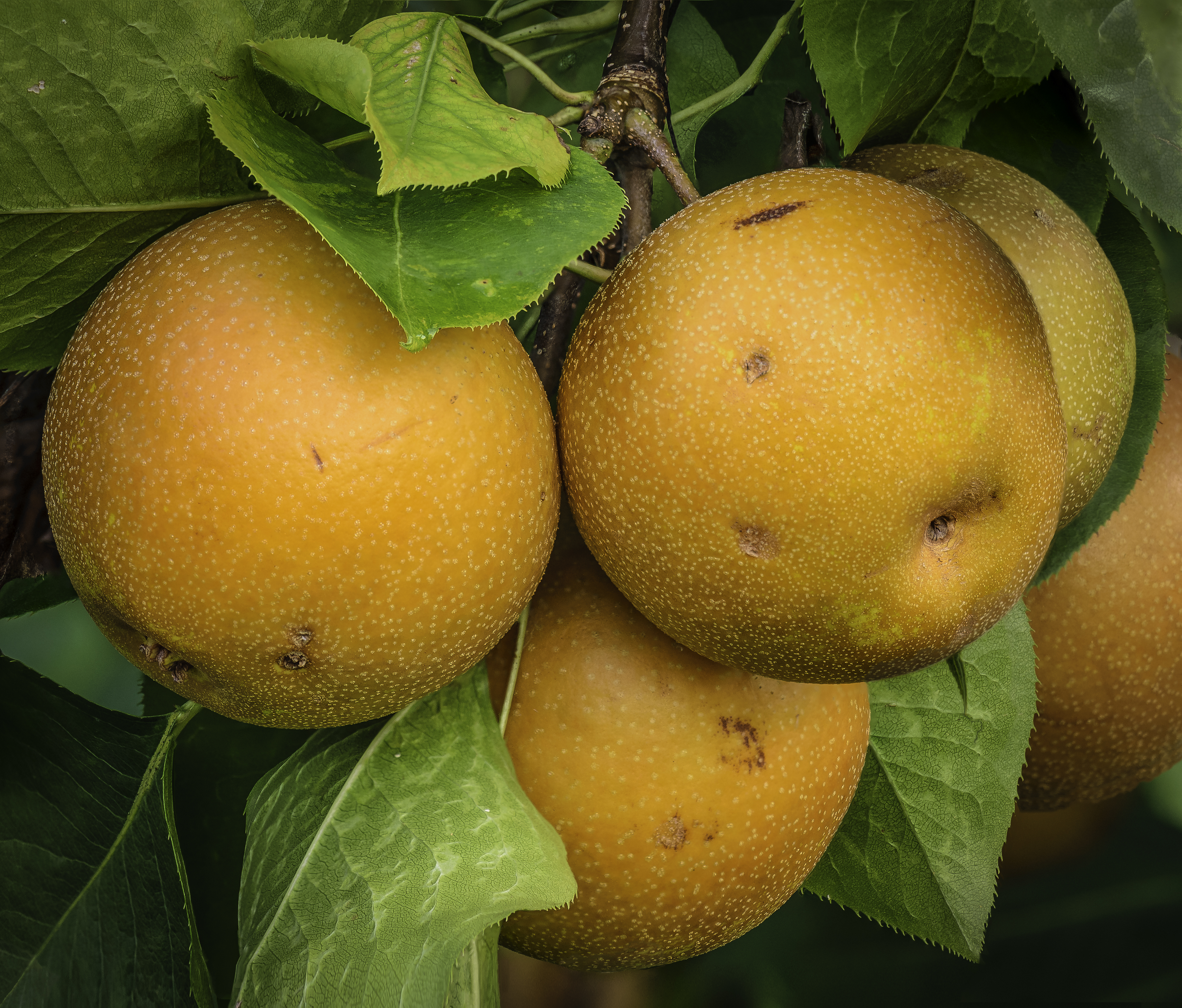
Fruits sur l'arbre. À Virginia Beach, aux États-Unis, août 2017.

Les nashis ou poires japonaises sont des cultivars de poiriers dérivés de l'espèce sauvage Pyrus pyrifolia,. Nashi est parfois écrit nachi. L'arbre qui donne un fruit subglobuleux comme une pomme, est très cultivé au Japon.

## Étymologie
Nashi (梨) est un mot japonais que l'on peut traduire par « poire ». La poire commune (Pyrus communis) est appelée Yōnashi (洋梨), la « poire d'outre-mer ».
Le nashi est aussi appelé « pomme-poire », « poire asiatique », « poire japonaise », « poire chinoise », « poire cristal » ou « poire des sables ».

## Description
Le nashi est un arbre de taille relativement petite, à fleurs blanc rosé ressemblant à celles du poirier commun, à feuilles un peu plus grandes.
Il est cultivé pour ses fruits, appelés également « nashis », dont certaines variétés ont plutôt la forme et les dimensions d'une pomme. Cette poire est très croquante et juteuse.
Contrairement aux croyances, il n'est pas le résultat du croisement pomme-poire.

## Utilisations
Les fruits ne sont généralement pas cuits au four dans des tartes ou transformés en compotes car ils ont une teneur élevée en eau et une texture croquante et granuleuse, très différente des variétés européennes. Ils sont généralement servis crus et pelés.
Le fruit a tendance à être assez gros et parfumé. Lorsqu'il est soigneusement enveloppé (il a tendance à devenir marron s'il est choqué, à cause de sa forte teneur en jus), il peut se garder pendant plusieurs semaines dans un endroit froid et sec.

## Culture

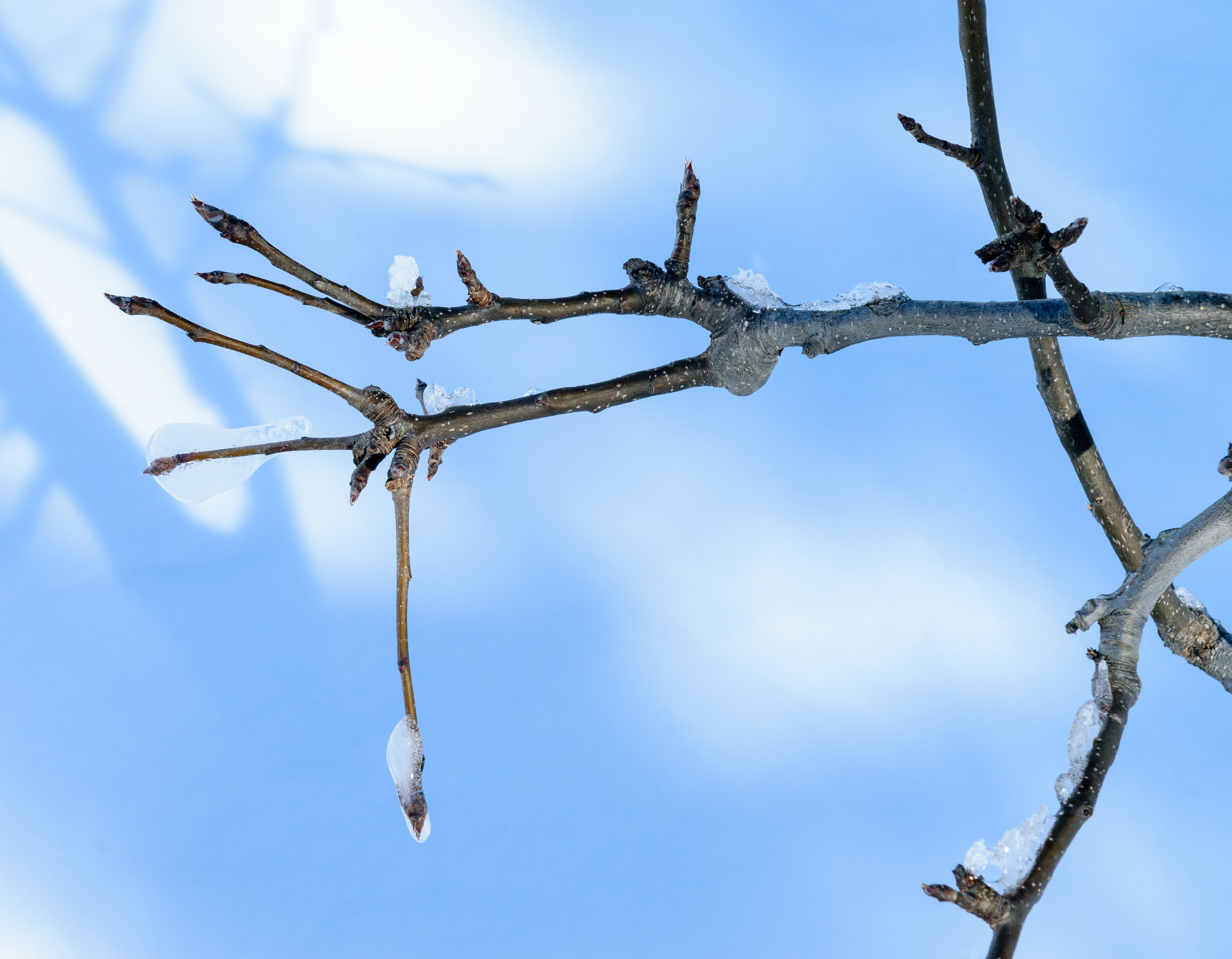
Séquelles sur une branche de Nashi du à Virginia Beach

Cet arbre fruitier est assez rustique et peut résister à des froids allant jusqu'à –15 °C. Il est cultivé principalement au Japon, en Corée du Sud, en Chine. Les variétés les plus répandues sont originaires du Japon et donnent des fruits en forme de pommes (fruits maliformes).
Introduite en France seulement en 1980 : Béarn, Landes et Aveyron principalement ; mais aussi en Italie dans la plaine du Pô.
Cette espèce est aussi largement cultivée en Amérique du Nord.
En Europe, on utilise souvent des poiriers européens comme porte-greffe mais on se sert plus volontiers du poirier de Chine sur les autres continents.

## Cultivars intéressants
Il existe plusieurs variétés de Nashi dont la plupart nécessitent une pollinisation croisée (avec un poirier Williams par exemple).
- Nashi Kosui (1959) : le plus répandu au Japon, maturité fin août
- Shunsui ou Shinsui : la meilleure variété, juteux, moyennement productif, maturité au début du mois d’août en zone méditerranéenne
- Shinseiki (Japon, 1945) : forme ronde, épiderme lisse vert-jaune, chair juteuse et sucrée, aussi utilisé comme pollinisateur, maturité début août. Le nom signifie « Nouveau siècle ».
- Chojuro (Japon, 1890) : forme ronde légèrement aplatie. Chair sucrée, bonne qualité gustative, maturité entre mi et fin septembre
- Niitaka (Japon, 1927)
- Danbae (Corée, 1969 ; aussi appelé Arirang, Korean Giant, Olympic)
- Hosui (Japon, 1972) : épiderme de couleur bronzé avec lenticelle blanche, texture juteuse, maturité mi-aout/début septembre
- Hayatama
- Kimitzuka
- Kikusui : nashi rond de taille moyenne, croquant et juteux, productif, taille de larbre moyenne, se conserve bien.
- Seuri
- Shinko : autosterile, chair fine, se conserve bien
- Tsu Li : nashi ovale de taille moyenne à large, autosterile, à polliniser par Ya li
- Ya Li : gros nashi, vigoureux et productif, autosterile
- Kumoi : fleur très blanche, fruit rond de couleur brun dorée avec petit point blanc, chair croquante, bien sucrée
- Nijisseiki (Japon, 1898): le nom signifie « XXe siècle », aussi écrit Nijusseiki

Certains cultivars connus tels que Kumoï ou Nijisseki sont interdits de culture en France en raison de leur grande sensibilité au feu bactérien.